# Michel Tellier
Michel Tellier (parfois Letellier), baptisé le 28 février 1750 et mort le 20 octobre 1834 à Saint-Vallier, est un cultivateur et homme politique canadien.

## Biographie
Il est le fils de François Tellier et de Marie-Françoise Pelletier. Le 14 novembre 1774, il épouse Marie-Louise Moreau, fille de Pierre Moreau et de Marie-Angélique Demeule, à Saint-Vallier. Il se remarie le 14 novembre 1808 à Saint-Michel avec Marie-Hélène Queret, veuve de Joseph Denis. Il est le grand-père du lieutenant-gouverneur Luc Letellier de Saint-Just.
Il pratique l'agriculture à Saint-Vallier.
Lors des élections législatives bas-canadiennes de 1800, il est élu député de Hertford (renommé Bellechasse en 1829). Il appuya généralement le Parti canadien. Il ne se serait pas représenté aux élections de 1804.